# Nikšić

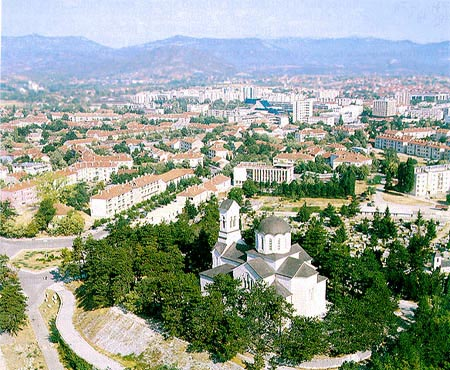
Panoramaansicht

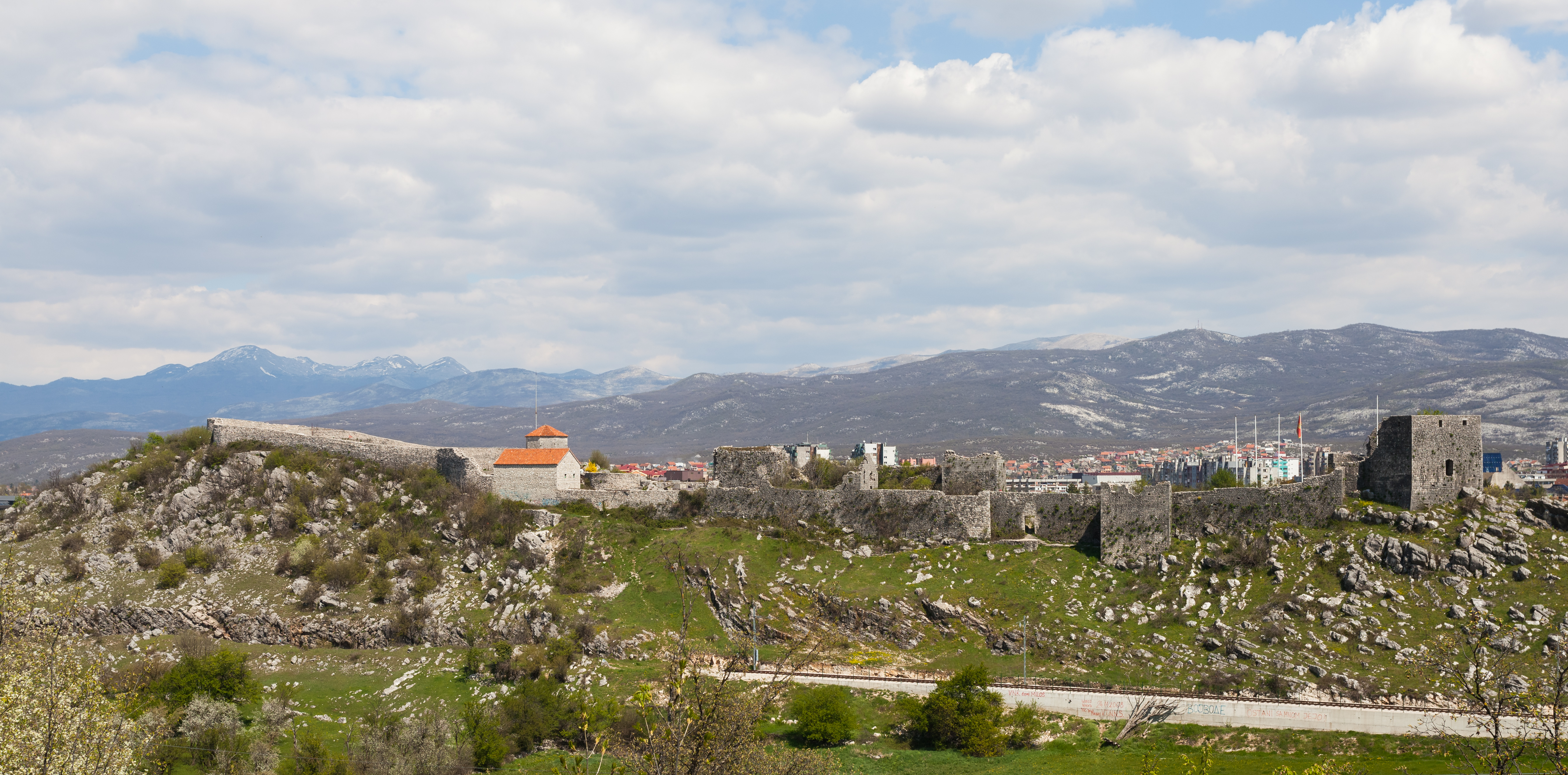
Burg Bedem in Nikšić

Nikšić (montenegrinisch-kyrillisch Никшић) ist nach Podgorica die zweitgrößte Stadt Montenegros.

## Geografie
Die Stadt liegt rund 50 km nordwestlich der Hauptstadt und ist mit dieser durch eine Fernstraße und eine Bahnstrecke verbunden. Die Stadt Nikšić hat 56.970 Einwohner (Volkszählung 2011).

## Geschichte
Bereits im 4. Jahrhundert gab es dort eine Siedlung, die den Namen Onogost trug. Die Überreste dieser antiken Stadt sind noch heute zu besichtigen.
Im Mittelalter gehörte es vom 8. bis Mitte des 13. Jahrhunderts zu Travunien. Ab Mitte des 13. Jahrhunderts wurde es von der serbischen Dynastie der Vojinović bzw. Altomanović regiert. Nikola Altomanović eroberte weite Gebiete im westlichen Zentralserbien, bevor er 1373 durch ein gemeinsames Vorgehen des bosnischen Fürsten und späteren serbischen Königs Tvrtko I. und des serbischen Fürsten Lazar Hrebeljanović besiegt und sein Territorium zwischen den Siegern aufgeteilt wurde.
Im 17. Jahrhundert entstand das Kloster Ostrog, rund 10 km südöstlich von Nikšić; das Kloster war eine Gründung und Wirkungsstätte des Heiligen Vasilije Ostroški und gilt als wichtigstes geistliches Zentrum Montenegros. In Nikšić befindet sich die Saborna-Kirche, die ebenfalls dem Heiligen Vasilije gewidmet ist; sie ist von einem Park umgeben.
Im August 1983 fand in der Stadt ein Schachturnier statt, an dem mit Ausnahme des Weltmeisters Anatoli Karpov die gesamte Weltspitze teilnahm. Garri Kimowitsch Kasparow gewann das Turnier mit deutlichem Abstand, was ihm in der Folge die Führung in der Weltrangliste einbrachte.

## Einrichtungen und Sehenswürdigkeiten
Rund um die Stadt befinden sich drei Seen, Krupac, Slano und Liverovići, die beliebte Ausflugsziele sind. Die Stadt ist auch als Heimat des Bieres Nikšičko pivo bekannt und beherbergt die philosophische Fakultät der Universität Montenegro. In Nikšić hat das montenegrinische Energieunternehmen Elektroprivreda Crne Gore seinen Hauptsitz.

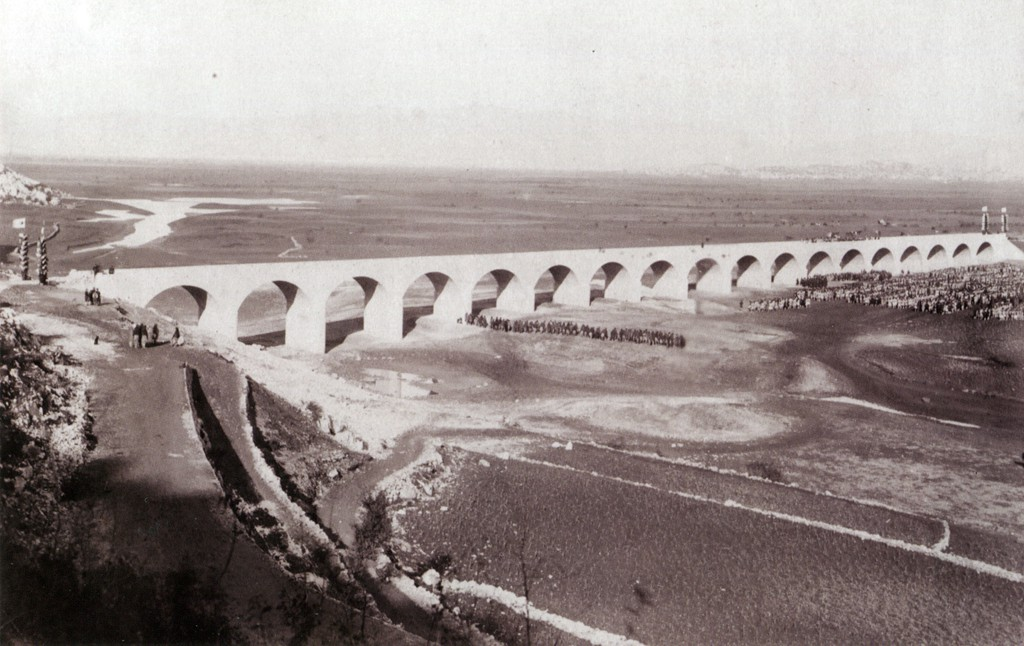
Carev Most

In der Nähe der Stadt befindet sich auch seit 1894 die monumentale Brücke Carev Most, die von Nikšićs Stadtplaner, Josip Slade, entworfen wurde.

## Verkehr

### Eisenbahn

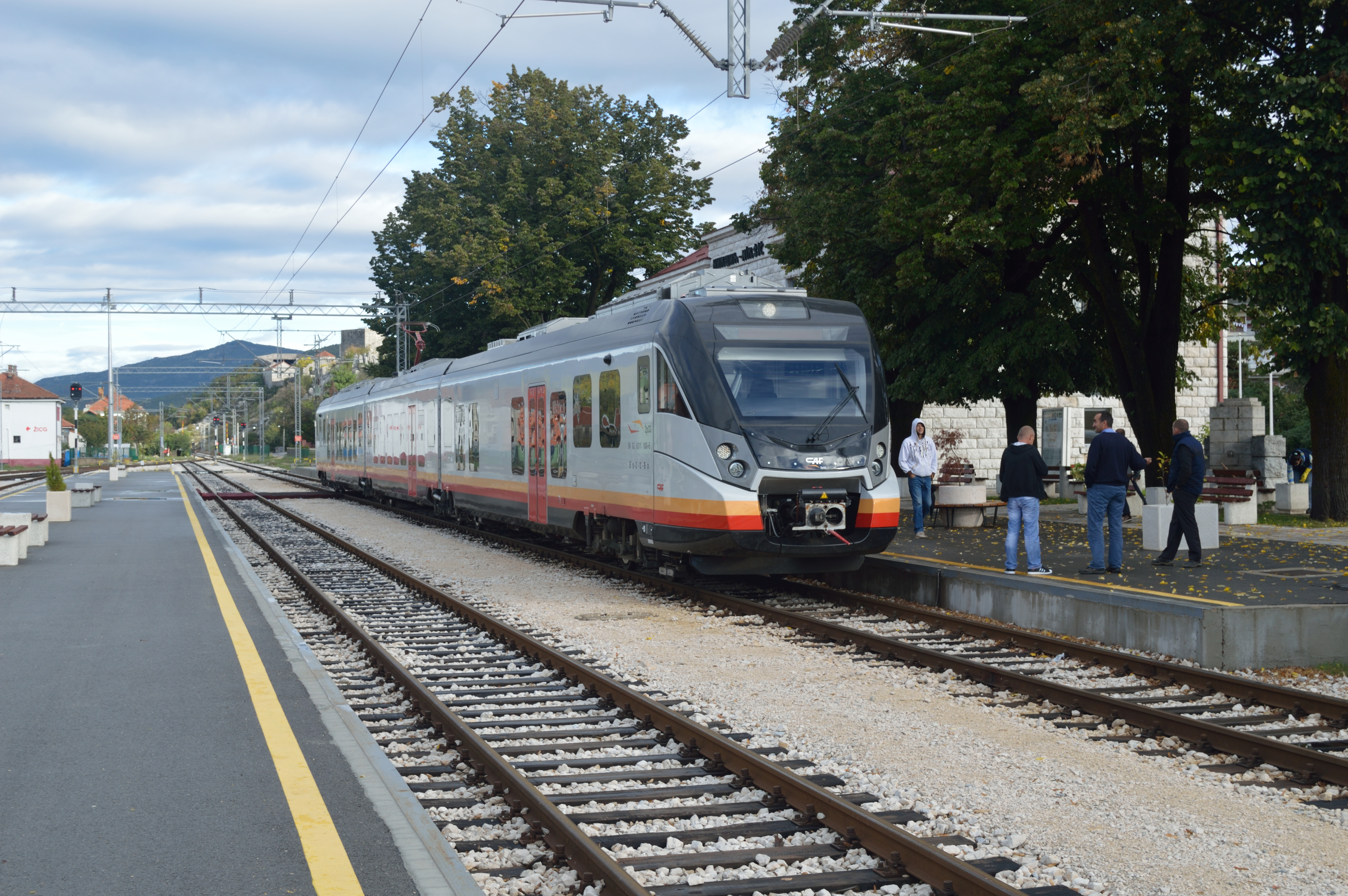
Am Hauptbahnhof von Nikšić

In Nikšić befindet sich die Endstation der nach Modernisierungs- und Elektrifizierungsarbeiten im Jahr 2012 wieder in Betrieb befindlichen Bahnstrecke nach Podgorica. Neben dem Personenverkehr nach Podgorica hat vor allem der Transport von Bauxit aus der nahe der Stadt gelegenen Mine Bedeutung für den Eisenbahnverkehr. Die Bahnstrecke war von 2006 bis 1. Oktober 2012 wegen Modernisierungsarbeiten außer Betrieb.
Vor dem Bau dieser Normalspurbahn existierte eine Schmalspurbahn nach Nikšić, die in Hum von der Dalmatinerbahn abzweigte und über Trebinje (Bosnien und Herzegowina) nach Nikšić führte. Es gibt Bestrebungen, diese Strecke als Eisenbahnstrecke von Nikšić nach Čapljina (Bosnien und Herzegowina) in Normalspur wieder zu errichten. Dazu wurde die Strecke 2023 in das erweiterte TNT-Netz aufgenommen.

### Flugverkehr
Nikšić verfügt über einen kleinen Sportflughafen, welcher sich in den westlichen Außenbezirken der Stadt befindet.

## Städtepartnerschaften
Nikšić listet folgende Partnerstädte auf:
| Stadt         | Land                                |
| ------------- | ----------------------------------- |
| Arilje        | Zlatibor, Serbien                   |
| Bileća        | Srpska, Bosnien und Herzegowina     |
| Brindisi      | Apulien, Italien                    |
| Chifeng       | Huabei, Volksrepublik China         |
| Foča          | Srpska, Bosnien und Herzegowina     |
| Gacko         | Srpska, Bosnien und Herzegowina     |
| Girona        | Katalonien, Spanien                 |
| Gradačac      | Föderation, Bosnien und Herzegowina |
| Jajce         | Föderation, Bosnien und Herzegowina |
| Koper         | Primorska, Slowenien                |
| Koprivnica    | Kroatien                            |
| Kumanovo      | Severoistočen, Nordmazedonien       |
| Lazarevac     | Belgrad, Serbien                    |
| Monti Ernici  | Latium, Italien                     |
| Murska Sobota | Prekmurje, Slowenien                |
| Nevesinje     | Srpska, Bosnien und Herzegowina     |
| Ohrid         | Jugozapaden, Nordmazedonien         |
| Prilep        | Pelagonien, Nordmazedonien          |
| Strumica      | Jugoistočen, Nordmazedonien         |
| Trebinje      | Srpska, Bosnien und Herzegowina     |
| Tuzla         | Föderation, Bosnien und Herzegowina |
| Valjevo       | Kolubara, Serbien                   |
| Vrbas         | Vojvodina, Serbien                  |
| Želino        | Polog, Nordmazedonien               |

## Söhne und Töchter der Stadt
- Spasoje Krunić (1939–2020), serbischer Architekt und Politiker (SPO)
- Desanka Pešut (1941–2021), jugoslawische Sportschützin
- Rajko Vujadinović (* 1956), jugoslawischer Fußballspieler
- Željko Šturanović (1960–2014), montenegrinischer Politiker
- Milo Đukanović (* 1962), montenegrinischer Politiker
- Dragomir Bečanović (* 1965), montenegrinischer Judoka
- Željko Petrović (* 1965), jugoslawischer Fußballspieler
- Dragan Đukanović (* 1969), montenegrinischer Fußballspieler
- Zdravko Drinčić (* 1972), montenegrinischer Fußballspieler
- Sanja Damjanović (* 1972), Physikerin und Wissenschaftsministerin Montenegros
- Zoran Banović (* 1974), Torwarttrainer und ehemaliger Fußballspieler
- Milorad Gajović (* 1974), montenegrinischer Boxer
- Goran Nikolić (* 1976), montenegrinischer Basketballspieler
- Milorad Peković (* 1977), Fußballspieler
- Mirko Vučinić (* 1983), Fußballspieler
- Goran Jeretin (* 1979), Basketballspieler
- Alen Muratović (* 1979), Handballspieler
- Andrija Delibašić (1981–2025), Fußballspieler
- Ivan Nikčević (* 1981), serbischer Handballspieler
- Aleksandra Vuković-Kuč (* 1981), Journalistin und Politikerin
- Ivan Bošković (* 1982), Fußballspieler
- Vukašin Poleksić (* 1982), Fußballspieler
- Mirko Vučinić (* 1983), Fußballspieler
- Silvija Popović (* 1986), serbische Volleyballspielerin
- Ivan Bakrač (* 1987), Drehbuchautor und Filmregisseur
- Bojan Kosić (* 1990), Skirennläufer
- Stefan Nikolić (* 1990), Fußballspieler
- Petar Škuletić (* 1990), serbischer Fußballspieler
- Đurđina Malović (* 1996), Handballspielerin
- Đurđina Jauković (* 1997), Handballspielerin
- Branko Vujović (* 1998), Handballspieler
- Nataša Ćorović (* 1999), Handballspielerin
- Nada Ćorović (* 2000), Handballspielerin
- Andrijana Popović (* 2002), Handballspielerin
- Viktor Đukanović (* 2004), Fußballspieler
- Vasilije Adžić (* 2006), Fußballspieler